# Toni, männlich, Hebamme
Toni, männlich, Hebamme ist eine Fernsehreihe mit 90-minütigen Folgen im Auftrag der ARD Degeto für den Primetime-Sendeplatz Endlich Freitag im Ersten. Die Drehbücher sind von Sebastian Stojetz und Sibylle Tafel, die zudem Regie führt. Hauptfigur der Hebammen-Reihe ist Toni Hasler (Leo Reisinger), der nach der Entlassung aus der Klinik den Schritt in die Selbstständigkeit wagt und in der neuen Praxis-Partnerin, Dr. Luise Fuchs (Wolke Hegenbarth), seinen One-Night-Stand vom Hebammen-Karneval wiedertrifft.
Die ersten beiden Folgen wurden am 8. und 15. Februar 2019 jeweils um 20.15 Uhr im Ersten ausgestrahlt. Folge 3, Sündenbock, und Folge 4, Eine runde Sache, wurden am 17. und 24. April 2020 jeweils um 20.15 Uhr im Ersten ausgestrahlt. Folge 5, Nestflucht, und Folge 6, Gestohlene Träume, wurden am 15. und 22. Oktober 2021 ausgestrahlt. Die letzten beiden Folgen 9 und 10 wurden im Sommer 2022 abgedreht. Bemerkenswert ist, dass Folge 5 mit über 11,5 % Marktanteil einen Quoten-Bestwert in der Zielgruppe der 14–49-Jährigen auf diesem Sendeplatz erreichen konnte.

## Handlung
Toni Hasler ist ein Naturtalent als Hebamme und liebt seinen Job über alles – auch wenn er es als männliche Hebamme nicht immer einfach hat. Als der 39-Jährige seinen Job im Krankenhaus verliert, bleibt ihm keine Wahl: Er muss sich selbstständig machen. Den Einstieg in die Praxis der Frauenärztin Dr. Luise Fuchs kann sich Toni aber nur leisten, wenn er nachts Taxi fährt. Denn der Teilzeitvater kann sich nicht mal eine eigene Wohnung im teuren München leisten und wohnt bei seinem besten Spezi, Franzl, in einer Art Männer-WG zur Untermiete. Leider tickt in der Partnerschaft mit Ärztin Luise eine Zeitbombe: Es gibt ein delikates Geheimnis zwischen den beiden, das er lüften sollte, bevor sie dahinterkommt. Auch mit seiner Ex-Frau Hanna, die ihn wegen eines Fehltritts beim Hebammenkarneval vor die Tür gesetzt hat, möchte Toni ins Reine kommen. Leichter gesagt als getan. Denn der „Babyflüsterer“ hat alle Hände voll zu tun.

## Hintergrund
Das Konzept zur Reihe und die Figuren stammen von Drehbuchautor Sebastian Stojetz. Die Drehbücher wurden von Stojetz und von Sibylle Tafel geschrieben, die zudem die Regisseurin aller Filme war. Die Reihe wurde von der Bavaria Fiction GmbH (Produzent: Ronald Mühlfellner) für die ARD Degeto produziert. Gedreht wurde in München und dem Umland.

## Besetzung
| Schauspieler          | Rolle                    | Episoden  | Zeitraum        | Bemerkungen                                                          |
| --------------------- | ------------------------ | --------- | --------------- | -------------------------------------------------------------------- |
| Leo Reisinger         | Toni Hasler              | 1–10      | 2019–2024       | Hauptfigur und Münchens einzige männliche Hebamme                    |
| Wolke Hegenbarth      | Dr. Luise Fuchs          | 1–10      | 2019–2024       | Gynäkologin, Praxis-Inhaberin und Tonis One-Night-Stand              |
| Kathrin von Steinburg | Hanna Aschenbrenner      | 1–6, 10   | 2019–2021, 2024 | Anwältin und Tonis Ex-Frau                                           |
| Frederic Linkemann    | Franzl Schimmelpfennig   | 1–10      | 2019–2024       | Lebenskünstler, Tonis WG-Kollege und bester Freund                   |
| Juliane Köhler        | Dr. Evi Höllriegl        | 1–7, 9–10 | 2019–2024       | Oberhebamme auf der gynäkologischen Station; später Franzls Freundin |
| August Zirner         | Dr. Helmut Prantlhuber   | 1–2       | 2019            | Gynäkologe, Luises Vater und Tonis Mentor                            |
| Soogi Kang            | Ja-Mai                   | 1–10      | 2019–2024       | Arzthelferin in der Praxis von Dr. Luise Fuchs und Toni Hasler       |
| Julius Bestehorn      | Ferdinand „Ferdi“ Hasler | 1–2, 5–10 | 2019, 2021–2024 | Sohn von Toni und Hanna                                              |
| Fabian Axer Avila     | Ferdinand „Ferdi“ Hasler | 3–4       | 2020            | Sohn von Toni und Hanna                                              |
| Maria Monsorno        | Josefine „Josie“ Hasler  | 1–6       | 2019–2021       | Tochter von Toni und Hanna                                           |
| Sebastian Winkler     | Achim Neumann            | 2–4       | 2019–2020       | Yoga-Guru und Hannas zwischenzeitlich neuer Lebensgefährte           |
| Stefanie von Poser    | Karen                    | 2, 4–7    | 2019–2023       | Hebamme und „Toni-Fan“                                               |
| Marcel Mohab          | Sami                     | 5–10      | 2021–2024       | Polizist und Lebensgefährte von Luise                                |
| Charlotte Schwab      | Malu                     | 7–10      | 2022–2024       | Psychotherapeutin und Franzls Mutter                                 |

## Episodenliste
| Folge | Titel                 | Erstausstrahlung | Regie         | Drehbuch                         | Einschaltquoten                                         |
| ----- | --------------------- | ---------------- | ------------- | -------------------------------- | ------------------------------------------------------- |
| 1     | Allein unter Frauen   | 8. Februar 2019  | Sibylle Tafel | Sebastian Stojetz, Sibylle Tafel | 4,51 Mio. (14,4 % MA) (8,7 % MA bei den 14–49-Jährigen) |
| 2     | Daddy Blues           | 15. Februar 2019 | Sibylle Tafel | Sebastian Stojetz, Sibylle Tafel | 4,35 Mio. (14,4 % MA) (8,8 % MA bei den 14–49-Jährigen) |
| 3     | Sündenbock            | 17. April 2020   | Sibylle Tafel | Sebastian Stojetz, Sibylle Tafel | 4,26 Mio. (12,8 % MA)                                   |
| 4     | Eine runde Sache      | 24. April 2020   | Sibylle Tafel | Sebastian Stojetz, Sibylle Tafel | 4,38 Mio. (13,0 % MA) (9,4 % bei den 14-49-Jährigen)    |
| 5     | Nestflucht            | 15. Oktober 2021 | Sibylle Tafel | Sebastian Stojetz, Sibylle Tafel | 3,61 Mio. (13,2 % MA) (11,5 % bei den 14-49-Jährigen)   |
| 6     | Gestohlene Träume     | 22. Oktober 2021 | Sibylle Tafel | Sebastian Stojetz, Sibylle Tafel | 3,42 Mio. (13 % MA) (10,2 % bei den 14-49-Jährigen)     |
| 7     | Eine Klasse für sich  | 17. März 2023    | Sibylle Tafel | Sebastian Stojetz, Sibylle Tafel | 2,83 Mio. (10,5 % MA) (7 % bei den 14-49-Jährigen)      |
| 8     | Mächtig schwanger     | 24. März 2023    | Sibylle Tafel | Sebastian Stojetz, Sibylle Tafel | 2,98 Mio. (11 % MA) (7,2 % bei den 14-49-Jährigen)      |
| 9     | Baby im Korb          | 9. August 2024   | Sibylle Tafel | Sebastian Stojetz, Sibylle Tafel | 2,61 Mio. (12 % MA) (6,6 % bei den 14-49-Jährigen)      |
| 10    | Das Glück der Anderen | 16. August 2024  | Sibylle Tafel | Sebastian Stojetz, Sibylle Tafel | 2,37 Mio. (11,5 % MA) (6,9 % bei den 14-49-Jährigen)    |

## Rezeption

### Kritiken
„Die von Sebastian Stojetz konzipierte ARD-Freitagsreihe ist ein ausgezeichnetes Beispiel dafür, wie sich Komödien als Verpackung für relevante Themen nutzen lassen.“

„Haben Sie schon mal was von einem ‚Entbindungspfleger‘ gehört? Die ARD stellt uns in ‚Toni, männlich, Hebamme‘ ein Paradebeispiel vor. Das kann sich sehr gut sehen lassen.“

„Kritiker sprechen vom ‚Mutter Teresa‘-Genre. (…) Umso erfrischender, dass in diese Phalanx nun ein Mann eindringt, der kein Heiliger sein will. Das größere Alleinstellungsmerkmal ist jedoch sein Beruf: Toni, jederzeit glaubwürdig und sympathisch von Leonhard Reisinger verkörpert, ist Entbindungs-Pfleger. Und noch eins unterscheidet ‚Toni, männlich, Hebamme‘ (Degeto / Bavaria Fiction) von Reihen wie ‚Die Eifelpraxis‘ (ARD) oder ‚Lena Lorenz‘ (ZDF). Selbst wenn der Geburtenhelfer das eine oder andere Drama erlebt: Der Tonfall der beiden Filme ist deutlich leichter. Dafür sorgt schon allein Tonis Beziehungsstatus als Mann zwischen zwei Frauen: Seine Ex will die Scheidung – seine neue Chefin ist der Grund für die Trennung.“

„Das liegt zum einen an vielen kleinen Szenen und Dialogen, die der gerade mal 30-jährige Nachwuchsautor Sebastian Stojetz (‚Der Lack ist ab‘) – übrigens ein gebürtiger Münchener – und die erfahrene Autorin/Regisseurin Sibylle Tafel (‚Zwei Bauern und kein Land‘) schrieben. Im Detail wirkt das Miteinander der Figuren nämlich erstaunlich realistisch und von feinem Humor durchzogen, der auch ein wenig Geist und Atmosphäre des Handlungsortes München einfängt.
Der Zuschauer dringt in Biografien zwischen Größenwahn und augenzwinkernder Satire ein – in manchen Szenen scheint eine Bartspitze Helmut Dietls um die Ecke zu lugen. Auch der noch weitgehend unbekannte Hauptdarsteller Leo Reisinger erweist sich als prima Wahl. Mit großer Lockerheit, authentischer Sprache und Gestus, nimmt man dem Vater dreier kleiner Kinder die Rolle zu einhundert Prozent ab.“

„Erzählt werden keine typischen Geburtsfälle; es geht vielmehr um (die) Beziehungen. Im Zentrum stehen die Charaktere und ihre horizontal erzählten amourösen Geschichten. Die Fälle kommen bereichernd hinzu. Sie generieren Alltag, sie machen Toni & Friends lebendig. In ‚Sündenbock‘ soll die Titelfigur zu einem ebensolchen gemacht werden und in ‚Eine runde Sache‘ kommt ein Tabu-Thema zur Sprache. Neben den Figuren sind die Schauspieler das Herzstück der Reihe. Leo Reisinger und auch Frederic Linkemann verkörpern ihre ewigen Jungmänner sehr authentisch – mit Mundart & Witz. Rund im wahrsten Sinne des Wortes ist das Spiel von Wolke Hegenbarth und komödiantisch klasse und auf ‚Klimawechsel‘-Spuren ist einmal mehr Juliane Köhler.“